# Luan Krasniqi
Luan Krasniqi est un boxeur Kosovar né le 10 mai 1971 à Junik en Yougoslavie, aujourd'hui Kosovo.

## Carrière
Aux Jeux olympiques d'été de 1996, il combat dans la catégorie des poids lourds et remporte la médaille de bronze. Auparavant, il avait obtenu la médaille d'argent aux championnats du monde de Berlin en 1995 et la médaille d'or aux champion d'Europe à Vejle en 1996.